# Nicholas Tuite MacCarthy
Nicholas Tuite MacCarthy, né le 21 mai 1769 à Dublin (Irlande) et décédé le 3 mai 1833 à Annecy (France), est un prêtre jésuite irlandais. Entré chez les Jésuites en France il y passa toute sa vie comme brillant prédicateur.   

## Biographie
Né à Dublin le 21 mai 1769 de parent nobles irlandais il accompagne sa famille s’exilant en France en 1773. Son enfance se passe à Toulouse mais il se rend à Paris pour y faire des études sacerdotales qui sont interrompues par la Révolution française. Il se retire alors dans le Languedoc.
Lorsque la situation le permet dans le pays il est ordonné prêtre à Chambéry le 19 juin 1814 et se fait bientôt remarquer comme prédicateur.  En 1817 il décline l’épiscopat (pour le diocèse de Montauban  qui vient d’être rétabli) qu’on lui propose.  Son intention est d’entrer chez les Jésuites. Dès que c’est possible il entre au noviciat jésuite de Montrouge : le 7 février 1818. 
A peine sorti du noviciat, comme il est déjà prêtre, il reprend la prédication avec beaucoup de succès dans les villes françaises ou lors de missions paroissiales. Ce sera son activité principale jusqu’en 1830. Il acquiert la réputation d’être un des meilleurs orateurs sacrés de l’époque.  Il donne les sermons de la saison d’Avent devant la cour royale aux Tuileries en 1819 et ceux du Carême en 1826.
Son éloquence était spontanée, sans préparation manifeste, mais non pas sans apologétique.  Il luttait contre les conséquences antichrétiennes des Lumières et de la Révolution Française. En tant que moraliste, il était plutôt rigoureux, prêchant contre la dépravation de mœurs de l’époque, qu’il peignait avec les couleurs les plus noires.
Après la révolution de juillet 1830, il se rend à Rome puis dans le duché de Savoie. Le père Nicholas Tuite McCarthy meurt à Annecy le 3 mai 1833 à l’âge de 64 ans.   

## Œuvres
- quelques-uns de ses Sermons furent publiés après sa mort: 1834, 3 vol. in-8°.